# Župna crkva Muke Isusove u Zagrebu
Župna crkva Muke Isusove katolička je crkva koja se nalazi u gradskoj četvrti Peščenica – Žitnjak u zagrebačkom naselju Vukomerec. Građena je od 2002. do 2004. godine. Crkvu je u rujnu 2012. godine posvetio zagrebački nadbiskup kardinal Josip Bozanić. Prilikom posvete, blagoslovljen je i oltar crkve u kojem su ugrađene moći blaženog kardinala Alojzija Stepinca.

## Povijest
Zagrebački nadbiskup Josip Bozanić je tijekom župne svetkovine Uzvišenja sv. Križa, 14. rujna 2002. godine kada se obilježavala 30. obljetnica župe, blagoslovio temelje i temeljnu ploču buduće crkve, pastoralnog centra i župne kuće.
Projektanska kuća Arbi je izradila arhitektonski projekt. Uređivanje unutrašnjosti crkve završeno je u prosincu 2010. godine. Do rujna 2012. godine, završeno je postavljanje rasvjete i ispovjedaonica.
Prva sv. misa tj. vazmeno bdjenje u novoj je crkvi održano u travnju 2004. godine.

## Galerija
- Pogled s ulaza prema oltaru
- Pogled prema koru
- Vitraji na bočnim stranama prostora vjernika
- Tabernakul
- Križ pored oltara
- Unutrašnjost crkve
- Prednje pročelje crkve
- Bočno pročelje crkve